# Höllviken (vik)

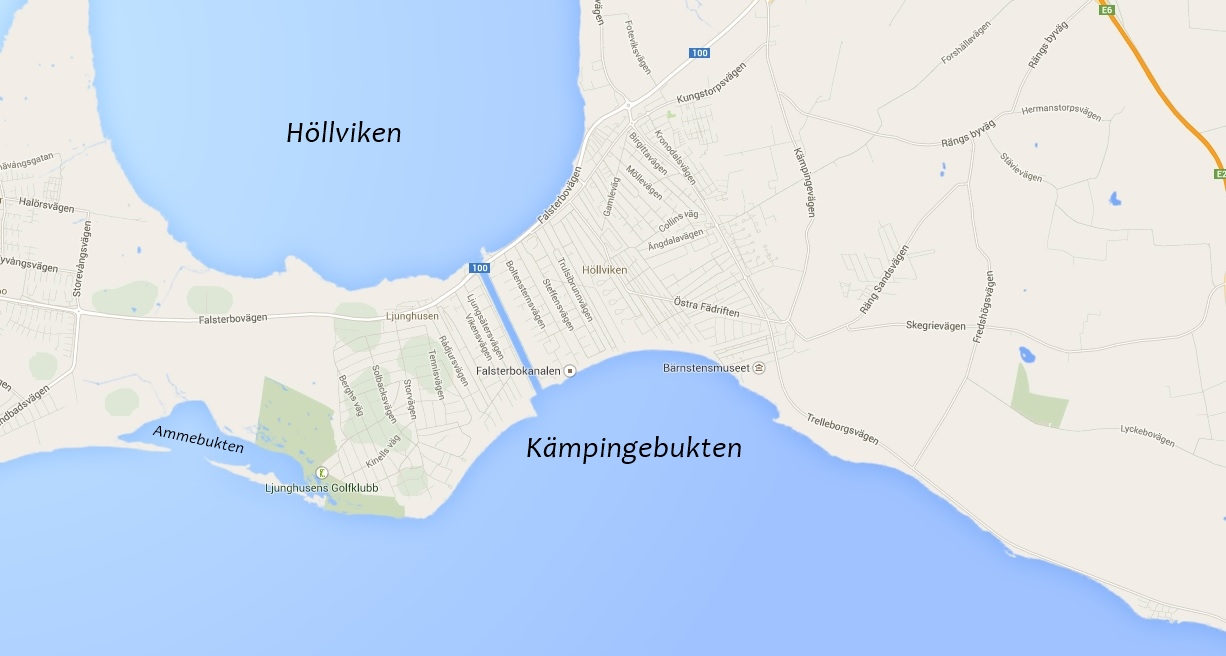
Kämpingebukten i söder och Höllviken i norr.

Höllviken är en havsvik norr om Falsterbonäset i Vellinge kommun i sydvästra Skåne. På Falsterbonäset, väster om Höllviken och öster om Skanör ligger Ljunghusen, som var en tidigare tätort i Vellinge kommun. Ljunghusen är nu en del av tätorten Höllviken. Ljunghusen ligger främst söder om länsväg 100, och täcker området mellan Höllviken och Kämpingebukten väster om Falsterbokanalen. Vid 2015 års tätortsavgränsning räknades bebyggelsen som en del av tätorten Höllviken och Ljunghusen. Viken vid Falsterbonäset har gett namn åt orten Höllviken, som dock hette Höllviksnäs fram till slutet av 1990-talet. Viken vid Falsterbonäset gänsar också till en annan vik, Foteviken, som ligger i anslutning till Höllviken. Höllviken ligger rent geografiskt sett mellan två hav. I norr är viken Höllviken en del av Öresund. I söder är den en del av Kämpingebukten.

## Vikens namnHöllviken
Namnet till orten Höllviken, som ligger på Falsterbonäset, gränsar till viken Höllviken, eller i folkmun "Höll", som ligger i bukten nordväst om orten. Tätorten Höllviken är Vellinge kommuns största tätort till både yta och befolkning, med cirka 10 000 invånare. Namnet Höllviken kommer från det äldre namnet "Höll", som användes för strandområdet norr om Skanör, och senare för hela området. Geografiskt ligger Höllviken på Falsterbonäset, norr om Skanör och Falsterbo. En tångvall med alger samt en del fanerogamer skiljer Falsterbo och Skanör, norr om den ligger området som kallas Höllviken. Orten fick 1944 av Posten beteckningen "Höllviksnäs", för att undvika sammanblandning med Hörvik. Namnet "Höllviksnäs" som Posten då införde för att undvika förväxling med Hörvik fick aldrig någon större spridning, vilket ledde till att ortens namnskyltar ändrades tillbaka till det muntligt använda "Höllviken" igen under slutet av 1990-talet.